# (26763) Peirithoos
(26763) Peirithoos ist ein Asteroid aus der Gruppe der Jupiter-Trojaner. Damit werden Asteroiden bezeichnet, die auf den Lagrange-Punkten auf der Bahn des Planeten Jupiter um die Sonne laufen. Er ist dem Lagrange-Punkt L4 zugeordnet, das heißt (26763) Peirithoos läuft Jupiter in dessen Umlaufbahn um die Sonne um 60° voraus.
Der Asteroid wurde am 24. September 1960 von dem niederländischen Astronomenehepaar Cornelis Johannes van Houten und Ingrid van Houten-Groeneveld entdeckt. Die Entdeckung geschah im Rahmen des Palomar-Leiden-Surveys, bei dem von Tom Gehrels mit dem 120-cm-Oschin-Schmidt-Teleskop des Palomar-Observatoriums aufgenommene Feldplatten an der Universität Leiden durchmustert wurden.
(26763) Peirithoos wurde nach Peirithoos benannt, König der Lapithen in Thessalien und Freund des Theseus. Die Benennung erfolgte am 18. März 2003. Vorauseilende Trojaner werden nach griechischen Helden benannt.